# باشگاه فوتبال رولوشنری کانکررز
رولوشنری کانکررز یک تیم فوتبال بلیزی بود که در حال حاضر در لیگ برتر فوتبال بلیز رقابت می‌کند.